# ГЕС Бансагар ІІІ
ГЕС Бансагар ІІІ – гідроелектростанція в центральній Індії на північному сході штату Мадх’я-Прадеш. Використовує ресурс із великої правої притоки Гангу річки Сон, яка бере початок з плато Амаркантак (вузлова точка на межі плоскогір'я Декан та Індо-Гангської рівнини, де сходяться відокремлюючі їх гори Сатпура, Віндх'я та плато Чхота-Нагпур).
В межах великого гідроенергетично-іригаційного проекту Сон перекрили комбінованою греблею з центральною мурованою ділянкою довжиною 752 метри. При висоті її бічних частин у 67,5 метра по центру розташована водозливна секція висотою 66 метрів. Обабіч мурованої знаходяться кам’яно-накидні ділянки загальною довжиною 343 метри та висотою до 57 метрів. Ширина по гребеню споруди на всій її протяжності складає 7,5 метра. Зведення греблі потребувало 1,1 млн м3 мурованих елементів, 0,3 млн м3 бетону та 3,3 млн м3 породи. Крім того, для закриття сідловин спорудили шість земляних дамб загальною довжиною 6,9 км та висотою до 15 метрів, які потребували 1,2 млн м3 ґрунту. Разом ці споруди утримують водосховище з площею поверхні 518 км2 та об’ємом 6,37 млрд м3 (корисний об’єм 5,41 млрд м3), в якому припустиме коливання рівня поверхні в операційному режимі між позначками 323,1 та 341,6 метри НРМ (на випадок повені припускається підвищення до 342,9 метра НРМ, а гребінь греблі знаходиться на рівні 347 метри НРМ).
Ресурс зі сховища передусім спрямовується на зрошення земель через дериваційну систему, на якій працюють ГЕС Бансагар IV(20 МВт), Бансагар ІІ (30 МВт) та Бансагар І (315 МВт). Частина ж води випускається в сам Сон, при цьому біля підніжжя греблі облаштували машинний зал ГЕС Бансагар ІІІ. Його обладнали трьома турбінами типу Френсіс потужністю по 20 МВт, які працюють при напорі від 32 до 52 метрів та забезпечують виробництво 143 млн кВт-год електроенергії на рік.